# Traducteur interprète officiel
Les traducteurs interprètes officiels font partie des auxiliaires de justice en France. Leur cadre légal est fixé par Loi n° 71-498 du 29 juin 1971. Ils sont nommés par les cours d'appel. La Cour de cassation effectue aussi des nominations, mais uniquement parmi les experts déjà nommés par une cour d'appel.
Ils sont environ quatre mille. Ils peuvent être nommés pour une ou plusieurs langues, en tant que traducteur (écrit), interprète (oral), ou les deux. Quelle que soit la cour d'appel de nomination, ils peuvent intervenir sur tout le territoire national. Ils sont soumis aux mêmes obligations déontologiques que tout expert judiciaire.
Ils travaillent sur réquisition de la justice, de la police, de la gendarmerie et des douanes, ainsi que pour la traduction officielle de documents divers (diplômes, attestations, documents administratifs, jugements...), ou pour des interprétariats officiels (en présence d’un Notaire pour la signature d’un acte par un étranger, en cas de mariage avec un étranger...) pour les particuliers et les entreprises.
Ils sont souvent appelés « traducteurs / interprètes assermentés »,  « experts traducteurs / interprètes », « traducteurs / interprètes agréés ».

## Formation
Il n’y a pas de cursus obligatoire, mais la plupart ont effectué des études supérieures en langues avec une spécialisation juridique. Les critères de sélection sont plus ou moins élevés selon la rareté des langues, et sont à la discrétion des cours d'appel.

## Conditions de nomination
Les nominations par les cours d'appel sont d’une durée de cinq ans renouvelable, avec une période probatoire de trois ans à la première nomination. Les nominations par la Cour de cassation sont d'une durée de sept ans renouvelable.

## Modalités d’intervention
Pour une traduction, ils tamponnent, signent et numérotent leur traduction ainsi que le document original, pour attester que l’un est bien la traduction officielle de l’autre. De ce fait la traduction doit toujours être présentée accompagnée du document original.
Pour un interprétariat officiel, ils ne prêtent pas serment à chaque fois, l'ayant fait globalement lors de leur nomination.

## Légalisations
Un document original dans une langue étrangère, traduit en français par un traducteur assermenté en France, peut être transmis à toute autorité française (justice, administration, notaire, avocat, etc.) directement.
Par contre, un document original en français, traduit dans une langue étrangère par un traducteur assermenté, a presque toujours besoin de démarches complémentaires  avant d'être transmis à une autorité étrangère. Il faut parfois faire apostiller l'original (en français) avant de le faire traduire. Il faut souvent faire légaliser la signature du traducteur portée sur la traduction, puis faire apostiller la traduction (ou la faire légaliser par le Ministère des Affaires étrangères, ou encore par le Consulat du pays destinataire).

## Enjeux politiques
Dans les outre-mer français, l'utilisation d'interprètes en langues autochtones auprès des juges français reflète les rapports de pouvoir inégalitaires qui existent en situation post-coloniale, selon Natacha Gagné et Stéphanie Guyon.